# Shelby, Montana
Shelby är administrativ huvudort i Toole County i Montana. Orten har fått sitt namn efter järnvägsfunktionären Peter B. Shelby.